# افغانستانی‌ها در آلمان
افغانی های مقیم آلمان یا آلمانی‌های افغانی تبار (به آلمانی: Afghanischstämmige in Deutschland) به شهروندانی از آلمان با اصل و نسب از افغانستان، متولد آلمان یا افغان‌های مهاجرت کرده به آلمان گفته می‌شود.
افغان‌های مقیم آلمان بزرگترین جامعهٔ افغان‌ها در اروپا، و یکی از بزرگترین جوامع افغان‌های مقیم خارج در دنیا را تشکیل می‌دهند که با ۲۹۷٬۰۰۰ نفر، طبق برآورد ۲۰۲۰ اداره فدرال آمار آلمان، نهمین جامعهٔ خارجی در آلمان را تشکیل می‌دهند.
طبق آمار سال ۲۰۱۱، شهرهای افنباخ آم ماین و هامبورگ بالاترین سهم مهاجران افغان در میان تمام ایالت‌ها آلمان را داشتند. ۳۵٬۸۰۵ نفر در سال ۲۰۱۵ در شهر هامبورگ زندگی می‌کردند.
همچون در افغانستان، جامعهٔ افغان‌ها در آلمان نیز با توجه به دیدگاه‌های مختلف سیاسی (جمعیت‌شناسی افغانستان را ببینید) ناهمگن است. هر چند با دخالت ناتو در افغانستان با توجه به امیدها و نگرانی‌های مشترک، جامعه به هم نزدیک شده‌است؛ با این حال، انجمن‌ها یا سازمان‌های نمایندگی نسبتاً کمی وجود دارد.

## تاریخچه
در دههٔ ۱۹۷۰، حدود ۲۰۰۰ افغان در آلمان غربی اقامت داشتند، که بیشتر آنها تجار و دانشجویان بودند. شهر تجاری هامبورگ به خصوص باعث جذب معامله گران فرش افغانستان شد. با شروع از جنگ شوروی در افغانستان، بسیاری به آلمان غربی فرار کردند و جمعیت در سال ۱۹۸۲ به ۱۱٬۰۰۰ نفر رسید. موج دیگری از مهاجرت در دههٔ ۱۹۹۰ آغاز شد و جمعیت افغان‌ها در آلمان در سال ۱۹۹۴ به ۵۰٬۰۰۰ نفر رسید.
آلمان یکی از بزرگترین جوامع افغان‌های خارج از کشور در جهان را تشکیل می‌دهد. تخمین زده شده که تعداد افغان‌ها در سال ۲۰۰۱ به حدود ۷۰۰۰۰ نفر رسید.
از لحاظ تاریخی اکثر افغان‌ها با خانواده به آلمان آمدند. از ۲۰۱۲ تعداد فزاینده‌ای از پناهجویان افغان وارد آلمان شدند و این روند، با ورود تعداد بیشتری از مردان، به جای تمام خانواده، تغییر کرد.
پس از بحران مهاجرتی اروپا، جامعه به سرعت گسترش یافت، و در سال ۲۰۱۶ به ۲۵۳٬۰۰۰ نفر رسید، ۷۵٬۰۰۰ نفر بیشتر از سال ۲۰۱۴.
در اواخر ماه دسامبر ۲۰۱۶، آلمان ۱۱٬۹۰۰ افغان را به افغانستان بازگرداند، آنچه که به عنوان «دومین اخراج جمعی» شناخته می‌شود.

## دین
اکثر آلمانی‌ها افغان‌تبار مسلمان هستند. همچنین جمعیت کوچکی از افغان‌ها وجود دارد که هند، سیک، مسیحی، یهودی یا بی‌دین هستند.

## جامعه و مسائل اجتماعی
بسیاری از مهاجران اولیهٔ افغان به خوبی تحصیل‌کرده بودند و حرفه‌ای را در افغانستان آموزش دیده بودند، با این حال مشکلاتی برای پیدا کردن کار در زمینه‌های حرفه‌ای خود داشتند. با گذشت زمان، پیش‌زمینهٔ مهاجران متنوع‌تر شد و پیش‌زمینهٔ تحصیلات یا حرفه در مقایسه با مهاجران قبلی کمتر دیده شد.
در سال ۲۰۱۶ طبق گزارشی از وزارت کشور در ازدواج کودکان ۱۵۷ فرد زیر سن قانونی افغان‌تبار وجود داشت.
به گفته روزنامه‌نگار دیوید شاه در گزارشی از سال ۲۰۰۴، افغان‌ها یکی از یکپارچه‌ترین اقلیت‌ها در آلمان هستند و اغلب روابط کمی با کشور خود دارند.

### انجمن‌ها
- انجمن آموزش و پرورش افغان-آلمان
- بهداشت و صنایع دستی افغانستان و آلمان (تأسیس در ۲۰۰۲)
- مرکز اطلاعات افغانستان (تأسیس در ۱۹۹۳)
- انجمن زنان افغانستان (تأسیس در ۱۹۹۲)
- خانه فرهنگ افغانستان (تأسیس در ۱۹۸۸)

## افراد سرشناس
- نصرت حق‌پرست (* ۱۹۹۵) - رزمی کار
- احمد شاه سادات - سیاستمدار (به عنوان وزیر ارتباطات)
- برهان قربانی (* ۱۹۸۰) - کارگردان و فیلمنامه‌نویس
- جلال‌الدین شریعت‌یار (* ۱۹۸۳) - بازیکن فوتبال
- جوزف شیردل (* ۱۹۹۳) - بازیکن فوتبال باشگاه فوتبال هامبورگ
- حسن امین (* ۱۹۹۱) - بازیکن فوتبال باشگاه فوتبال هامبورگ
- حمید رحیمی (* ۱۹۸۳) - بوکسور
- خیبر امانی (* ۱۹۸۷) - بازیکن فوتبال اف‌سی هاناو ۹۳
- درانی حسین (* ۲۰۰۰) - بازیکن فوتبال
- زرلشت سادات (* ۱۹۸۶) - مدل
- زهره اسماعیلی (* ۱۹۸۵) - مدل
- سلطان مسعود دقیق (* ۱۹۶۷) - کارآفرین، عضو خانواده سلطنتی افغانستان، اولین دریافت کننده نشان افتخار شایستگی جمهوری فدرال آلمان اهل افغانستان
- سیتا قاسمی (* ۱۹۸۲) - خواننده و آهنگساز
- سیمین تاندر (* ۱۹۸۰) - آهنگساز و موسیقی‌دان جاز
- شکیب مصدق (* ۱۹۸۲) - خواننده و فعال اجتماعی
- صبور زمانی (* ۱۹۵۵) - فعال اجتماعی
- عبدالاحد مومند (* ۱۹۵۹) - فضانورد
- عبدالکریم پوپل (* ۱۹۵۷) - وکیل دادگستری
- عطا یارملی (* ۱۹۸۲) - بازیکن فوتبال باشگاه فوتبال سن پائولی و نیندورفر
- کبیر ستوری (۱۹۴۲–۲۰۰۶) - شاعر پشتون
- مسیح سیغانی (* ۱۹۸۶) - بازیکن فوتبال
- مصطفی حدید (* ۱۹۸۸) - بازیکن فوتبال
- منصور فقیریار (* ۱۹۸۶) - بازیکن فوتبال
- میلاد سالم (* ۱۹۸۸) - بازیکن فوتبال
- مینا تاندر (* ۱۹۷۸) - بازیگر
- ندیم امیری (* ۱۹۹۶) - بازیکن فوتبال
- یاسین علی خیل (* ۱۹۹۱) - بازیکن فوتبال
- یوسف برک (* ۱۹۸۴) - بازیکن فوتبال